# Lucia de Brouckère
Lucia de Brouckère (Brussel, 13 juli 1904 - Brussel, 3 november 1982) was een Belgische scheikundige en de eerste vrouw die een academische benoeming kreeg aan een Belgische faculteit Wetenschappen (1937).

## Levensloop
Zij was de dochter van de socialistische politicus Louis de Brouckère en was een telg van de adellijke familie de Brouckère. Tijdens de Eerste Wereldoorlog leefde haar familie in Groot-Brittannië. Lucia volgde lager en middelbaar onderwijs in Engeland. Nadien studeerde ze chemie aan de Université libre de Bruxelles en haalde er een doctoraat (1927). De titel van haar doctorale thesis was: L’absorption des électrolytes par les surfaces crystallines. Deze thesis kreeg een prijs van verdienste uitgereikt door de Académie Royale des Sciences, des Lettres et des Beaux-arts in Brussel.
In haar academische carrière aan de Université libre de Bruxelles werd ze achtereenvolgens assistente in het laboratorium scheikunde (1927-1933), werkleider (1933-1937), docent (1937-1945) en hoogleraar (1945-1974). Zij was de eerste vrouw die een academische benoeming kreeg in een Belgische faculteit Wetenschappen. Tijdens de Tweede Wereldoorlog leefde ze in ballingschap in Londen. Zij werkte er voor de Belgische regering in ballingschap, waarbij ze administratief verantwoordelijk werd voor de scheikundige industrie in België. Na de oorlog herschreef hoogleraar de Brouckère het curriculum van de student in de scheikunde. Het vak Algemene Scheikunde werd herschreven en zelf had ze lesopdrachten in algemene chemie, analytische chemie en fysicochemie. Ze zette zich bijzonder in in de didactiek van scheikunde-onderwijs; ze schreef meerdere handboeken voor leraars scheikunde en hield zich persoonlijk bezig met de praktische vakopleiding van leraren scheikunde. Hiertoe nodigde ze buitenlandse scheikundigen uit in Brussel. Ook stichtte ze de Jeunesses scientifiques de Belgique, waarbij ze jonge studenten aansprak en warm maakte voor scheikundig onderzoek.
De Brouckère ontpopte zich als een pleitbezorger van vrijzinnigheid, democratisch gedachtegoed en vrouwenrechten. Zo was zij voorzitter van het Comité mondial des femmes contre la guerre et le fascisme, en in België was zij lid van de Centre d'Action Laïque. In 1968 zetelde ze dan ook in de hervormingscommissie van de universiteit naar aanleiding van de studentenrellen. Ze ging in emeritaat in 1974 en stierf enkele jaren later (1982).
Haar naam leeft voort in de fusie van de Waals-Brusselse hogescholen: de Haute École Lucia de Brouckère.